# Dome Project
Dome Project (z ang. projekt kopuły, sklepienia) – robocza nazwa teledysku Michaela Jacksona, który miał zostać wyświetlony podczas występu na żywo w Londynie w 2009 roku.
Został nakręcony w Culver City, w Kalifornii używając technologii 3D. Projekcja miała nastąpić podczas trasy This Is It. Zakończenie jego postprodukcji miało nastąpić pomiędzy 1 czerwca a 9 czerwca.
Jackson praktykował z filmem, ale 25 czerwca zmarł wskutek nagłego zatrzymania krążenia.